# شون لوغان
شون لوغان (بالإنجليزية: Sean Logan)‏ هو سياسي أمريكي، ولد في 26 مايو 1970 في الولايات المتحدة. حزبياً، نشط في الحزب الديمقراطي. وقد انتخب عضو مجلس ولاية بنسيلفانيا.